# Anistia Internacional dos Estados Unidos
Anistia Internacional dos Estados Unidos (AI USA - Amnesty International USA) é um dos muitos setores do país que compõem a Anistia Internacional em todo o mundo.
A Anistia Internacional é uma organização de mais de 3 milhões de adeptos, ativistas e voluntários em mais de 150 países, com total independência do governo, empresas ou interesses nacionais. A Anistia Internacional trabalha para proteger os direitos humanos em todo o mundo. Sua visão é de um mundo em que todas as pessoas - independentemente de raça, religião, sexo ou etnia - goza de todos os direitos humanos consagrados na Declaração Universal dos Direitos Humanos e outras normas internacionais de direitos humanos.
Desde a sua fundação em 1966,  a seção dos Estados Unidos já é composta por mais de 350 mil membros.